# سيدريك روسيل (سياسي)
سيدريك روسيل (بالفرنسية: Cédric Roussel) هو سياسي فرنسي، ولد في 10 أكتوبر 1972 في بريست في فرنسا. حزبياً، نشط في الجمهورية إلى الأمام!. وقد انتخب نائب فرنسي عن دائرة Alpes-Maritimes's 3rd constituency ‏ وقد انضم خلال فترته النيابية ‏ (21 يونيو 2017 – )  للكتلة البرلمانية تكتل الجمهورية على الدرب ‏.